# Orobica Calcio Bergamo 2016-2017
Questa voce raccoglie le informazioni riguardanti l'Associazione Sportiva Dilettantistica Orobica Calcio Bergamo nelle competizioni ufficiali della stagione 2016-2017.

## Stagione

### Rosa
Rosa aggiornata alla fine del campionato
| N. |                   | Ruolo | Calciatrice       |
| -- | ----------------- | ----- | ----------------- |
|    | Italia (bandiera) | P     | Lia Lonni         |
|    | Italia (bandiera) | P     | Silvia Monaci     |
|    | Italia (bandiera) | P     | Margherita Salvi  |
|    | Italia (bandiera) | D     | Federica Asperti  |
|    | Italia (bandiera) | D     | Marta Brasi       |
|    | Italia (bandiera) | D     | Giorgia Milesi    |
|    | Italia (bandiera) | D     | Michela Milesi    |
|    | Italia (bandiera) | D     | Guya Vavassori    |
|    | Italia (bandiera) | D     | Chiara Viscardi   |
|    | Italia (bandiera) | D     | Martina Zamboni   |
|    | Italia (bandiera) | C     | Chiara Barcella   |
|    | Italia (bandiera) | C     | Chiara Bonacina   |
|    | Italia (bandiera) | C     | Martina Foiadelli |

| N. |                   | Ruolo | Calciatrice               |
| -- | ----------------- | ----- | ------------------------- |
|    | Italia (bandiera) | C     | Valeria Madaschi          |
|    | Italia (bandiera) | C     | Cristina Merli            |
|    | Italia (bandiera) | C     | Federica Parsani          |
|    | Italia (bandiera) | C     | Chiara Poeta              |
|    | Italia (bandiera) | C     | Valeria Quistini          |
|    | Italia (bandiera) | C     | Rachele Sartirani         |
|    | Italia (bandiera) | C     | Amalia Vezzoli (capitano) |
|    | Italia (bandiera) | A     | Valeria Fodri             |
|    | Italia (bandiera) | A     | Elisa Gaspari             |
|    | Italia (bandiera) | A     | Serena Manzoni            |
|    | Italia (bandiera) | A     | Chiara Massussi           |
|    | Italia (bandiera) | A     | Sofia Nervi               |
|    | Italia (bandiera) | A     | Luana Merli               |

## Calciomercato

### Sessione estiva
| Acquisti | Acquisti        | Acquisti  | Acquisti   |
| R.       | Nome            | da        | Modalità   |
| -------- | --------------- | --------- | ---------- |
| D        | Giorgia Milesi  | Brescia   | definitivo |
| D        | Michela Milesi  | Brescia   | definitivo |
| D        | Chiara Viscardi | Mozzanica | definitivo |
| A        | Sofia Nervi     | Brescia   |            |

| Cessioni | Cessioni         | Cessioni | Cessioni   |
| R.       | Nome             | a        | Modalità   |
| -------- | ---------------- | -------- | ---------- |
| P        | Eleonora Benigni |          |            |
| D        | Giorgia Coffetti |          |            |
| D        | Jodie Livoti     | Caprera  | definitivo |
| D        | Giorgia Cosma    |          |            |

## Risultati

### Serie B

#### Girone di andata
| Arbitro: | Andrea Bordin (Bassano del Grappa) |

|                     |           |                                                                           |
| Grillo 33’ Mair 35’ | Marcatori | 31’, 85’ Asperti 45’ Massussi 64’ C. Merli 73’, 77’ L. Merli 88’ Barcella |

| Arbitro: | Gabriele Gandolfo (Bra) |

|                   |           |                                                 |
| L. Merli 32’, 94’ | Marcatori | 31’, 24’ Cavallini 17’ Meneghetti 84’ Cumerlato |

| Arbitro: | Daniele Sbardella (Belluno) |

|                                    |           |  |
| Baresi 19’ Merlo 28’ Regazzoli 74’ | Marcatori |  |

| Arbitro: | Marco Manicardi (Modena) |

|                               |           |  |
| L. Merli 1’, 48’ C. Merli 16’ | Marcatori |  |

| Arbitro: | Gabriele Restaldo (Ivrea) |

|             |           |                          |
| Crestan 38’ | Marcatori | 22’ L. Merli 76’ Asperti |

| Arbitro: | Thomas Alfieri (Treviso) |

|                                |           |                                |
| C. Merli 30’ L. Merli 33’, 47’ | Marcatori | 6’ Rosa 14’ Tonelli 26’ Dauriz |

| Arbitro: | Alessandro Costa (Novara) |

|                          |           |                |
| Parsani 22’ L. Merli 77’ | Marcatori | 74’, 85’ Landa |

| Arbitro: | Alessandro Scifo (Trento) |

|                                              |           |  |
| Solow 19’ Boni 49’ Marshall 54’ Faccioli 70’ | Marcatori |  |

| Arbitro: | Andrè Scialla (Vicenza) |

|                               |           |              |
| Nervi 31’ (rig.) Barcella 73’ | Marcatori | 41’, 55’ Vai |

| Arbitro: | Davide Santarossa (Pordenone) |

|                          |           |                                                       |
| Ernandes 51’ Turrini 91’ | Marcatori | 6’, 50’ G. Milesi 22’, 36’, 57’ L. Merli 89’ Bonacina |

| Arbitro: | Andrea Furlan (San Donà di Piave) |

|                                                      |           |  |
| L. Merli 25’, 31’, 65’, 89’ Bonacina 50’ Parsani 71’ | Marcatori |  |

| Arbitro: | Giacomo Siano (La Spezia) |

|  |           |                                              |
|  | Marcatori | 3’ L. Merli 58’ (rig.) C. Merli 88’ Bonacina |

| Arbitro: | Emanuele Renzullo (Torre del Greco) |

|                                       |           |                |
| Asperti 16’ L. Merli 64’ Bonacina 81’ | Marcatori | 42’ Giacomazzi |

#### Girone di ritorno
| Arbitro: | Dario Duzel (Castelfranco Veneto) |

|                                                                   |           |            |
| L. Merli 10’, 70’, 76’ Zamboni 38’ Gaspari 39’, 54’ M. Milesi 43’ | Marcatori | 22’ Perini |

| Arbitro: | Senthuran Lingamoorthy (Genova) |

|              |           |             |
| Perobello 3’ | Marcatori | 51’ Zamboni |

| Arbitro: | Giuseppe Mansueto (Verona) |

|  |           |                           |
|  | Marcatori | 76’ Bonfantini 85’ Borges |

| Arbitro: | William Villa (Rimini) |

|                 |           |               |
| De Vincenzi 35’ | Marcatori | 12’ Vavassori |

| Arbitro: | Deborah Bianchi (Prato) |

|                                        |           |              |
| Gaspari 29’ L. Merli 75’ M. Milesi 81’ | Marcatori | 45’ Seghetto |

| Arbitro: | Francesco D'Eusanio (Faenza) |

|  |           |              |
|  | Marcatori | 78’ L. Merli |

| Arbitro: | Thomas Alfieri (Treviso) |

|                               |           |              |
| Coda 48’, 60’, 79’ Sironi 85’ | Marcatori | 54’ L. Merli |

| Arbitro: | Matteo Mori (La Spezia) |

|  |           |              |
|  | Marcatori | 94’ Faccioli |

| Arbitro: | Thomas Alfieri (Treviso) |

|                             |           |                        |
| Gramolelli 68’ Lo Russo 82’ | Marcatori | 27’ L. Merli 58’ Poeta |

| Arbitro: | Mirko Giuseppe Cimmarusti (Novara) |

|              |           |                                      |
| L. Merli 27’ | Marcatori | 18’ Peer 24’ Ernandes 29’ Pasqualini |

| Arbitro: | Aleksandar Djurdjevic (Trieste) |

|                              |           |                          |
| Carraro 25’ Baroldi 63’, 69’ | Marcatori | 73’ L. Merli 82’ Asperti |

| Arbitro: | Andrea Zanotti (Rimini) |

|                                                       |           |             |
| L. Merli 1’, 46’ Zamboni 14’ C. Merli 48’ Parsani 92’ | Marcatori | 37’ Troiano |

| Arbitro: | Fabian Brognati (Ferrara) |

|                                 |           |                          |
| Zordan 35’ Maddalena 86’ (rig.) | Marcatori | 18’ C. Merli 54’ Gaspari |

### Coppa Italia

#### Primo turno
Accoppiamento A1
| Arbitro: | Luca Pileggi (Bergamo) |

|                           |           |              |
| Baldi 38’ Scarpellini 42’ | Marcatori | 17’ L. Merli |

| Arbitro: | Andrea Castagnoli (Reggio nell'Emilia) |

|  |           |                                   |
|  | Marcatori | 13’, 19’, 80’ Giacinti 54’ Pirone |

## Statistiche
Aggiornate al 13 maggio 2018.

### Statistiche di squadra
| Competizione | Punti | In casa | In casa | In casa | In casa | In casa | In casa | In trasferta | In trasferta | In trasferta | In trasferta | In trasferta | In trasferta | Totale | Totale | Totale | Totale | Totale | Totale | DR  |
| Competizione | Punti | G       | V       | N       | P       | Gf      | Gs      | G            | V            | N            | P            | Gf           | Gs           | G      | V      | N      | P      | Gf     | Gs     | DR  |
| ------------ | ----- | ------- | ------- | ------- | ------- | ------- | ------- | ------------ | ------------ | ------------ | ------------ | ------------ | ------------ | ------ | ------ | ------ | ------ | ------ | ------ | --- |
| Serie B      | 40    | 13      | 6       | 3       | 4       | 37      | 21      | 13           | 5            | 4            | 4            | 28           | 25           | 26     | 11     | 7      | 8      | 65     | 46     | +19 |
| Coppa Italia | -     | 1       | 0       | 0       | 1       | 0       | 4       | 1            | 0            | 0            | 1            | 1            | 2            | 2      | 0      | 0      | 2      | 1      | 6      | -5  |
| Totale       | -     | 14      | 6       | 3       | 5       | 37      | 25      | 14           | 5            | 4            | 5            | 29           | 27           | 28     | 11     | 7      | 10     | 66     | 52     | +14 |

### Statistiche delle giocatrici
Presenze e reti fatte e subite.
| Giocatore      | Serie B  | Serie B | Serie B     | Serie B    | Coppa Italia | Coppa Italia | Coppa Italia | Coppa Italia | Totale   | Totale | Totale      | Totale     |
| Giocatore      | Presenze | Reti    | Ammonizioni | Espulsioni | Presenze     | Reti         | Ammonizioni  | Espulsioni   | Presenze | Reti   | Ammonizioni | Espulsioni |
| -------------- | -------- | ------- | ----------- | ---------- | ------------ | ------------ | ------------ | ------------ | -------- | ------ | ----------- | ---------- |
| F. Alborghetti | 1        | 0       | 0           | 0          | ?            | ?            | ?            | ?            | 1+       | 0+     | 0+          | 0+         |
| F. Asperti     | 25       | 5       | 2           | 0          | ?            | ?            | ?            | ?            | 25+      | 5+     | 2+          | 0+         |
| C. Barcella    | 19       | 2       | 0           | 1          | ?            | ?            | ?            | ?            | 19+      | 2+     | 0+          | 1+         |
| C. Bonacina    | 10       | 4       | 0           | 0          | ?            | ?            | ?            | ?            | 10+      | 4+     | 0+          | 0+         |
| M. Brasi       | 20       | 0       | 3           | 0          | ?            | ?            | ?            | ?            | 20+      | 0+     | 3+          | 0+         |
| V. Fodri       | 15       | 0       | 1           | 0          | ?            | ?            | ?            | ?            | 15+      | 0+     | 1+          | 0+         |
| M. Foiadelli   | 8        | 0       | 0           | 0          | ?            | ?            | ?            | ?            | 8+       | 0+     | 0+          | 0+         |
| E. Gaspari     | 19       | 4       | 2           | 0          | ?            | ?            | ?            | ?            | 19+      | 4+     | 2+          | 0+         |
| L. Lonni       | 5        | -9      | 0           | 0          | ?            | ?            | ?            | ?            | 5+       | -9+    | 0+          | 0+         |
| V. Madaschi    | 11       | 0       | 0           | 0          | ?            | ?            | ?            | ?            | 11+      | 0+     | 0+          | 0+         |
| S. Manzoni     | 4        | 0       | 0           | 0          | ?            | ?            | ?            | ?            | 4+       | 0+     | 0+          | 0+         |
| C. Massussi    | 1        | 1       | 1           | 0          | ?            | ?            | ?            | ?            | 1+       | 1+     | 1+          | 0+         |
| C. Merli       | 25       | 6       | 2           | 0          | ?            | ?            | ?            | ?            | 25+      | 6+     | 2+          | 0+         |
| L. Merli       | 26       | 30      | 2           | 0          | ?            | 1            | ?            | ?            | 26+      | 31     | 2+          | 0+         |
| G. Milesi      | 21       | 2       | 2           | 1          | ?            | ?            | ?            | ?            | 21+      | 2+     | 2+          | 1+         |
| M. Milesi      | 22       | 2       | 0           | 0          | ?            | ?            | ?            | ?            | 22+      | 2+     | 0+          | 0+         |
| S. Monaci      | 4        | -11     | 0           | 0          | ?            | ?            | ?            | ?            | 4+       | -11+   | 0+          | 0+         |
| S. Nervi       | 7        | 1       | 0           | 0          | ?            | ?            | ?            | ?            | 7+       | 1+     | 0+          | 0+         |
| F. Parsani     | 17       | 3       | 2           | 0          | ?            | ?            | ?            | ?            | 17+      | 3+     | 2+          | 0+         |
| C. Poeta       | 10       | 1       | 1           | 0          | ?            | ?            | ?            | ?            | 10+      | 1+     | 1+          | 0+         |
| V. Quistini    | 2        | 0       | 0           | 0          | ?            | ?            | ?            | ?            | 2+       | 0+     | 0+          | 0+         |
| M. Salvi       | 17       | -26     | 0           | 0          | ?            | ?            | ?            | ?            | 17+      | -26+   | 0+          | 0+         |
| R. Sartirani   | 4        | 0       | 0           | 0          | ?            | ?            | ?            | ?            | 4+       | 0+     | 0+          | 0+         |
| G. Vavassori   | 24       | 1       | 3           | 0          | ?            | ?            | ?            | ?            | 24+      | 1+     | 3+          | 0+         |
| A. Vezzoli     | 6        | 0       | 0           | 0          | ?            | ?            | ?            | ?            | 6+       | 0+     | 0+          | 0+         |
| C. Viscardi    | 19       | 0       | 3           | 0          | ?            | ?            | ?            | ?            | 19+      | 0+     | 3+          | 0+         |
| M. Zamboni     | 18       | 3       | 2           | 1          | ?            | ?            | ?            | ?            | 18+      | 3+     | 2+          | 1+         |